# クグロフ

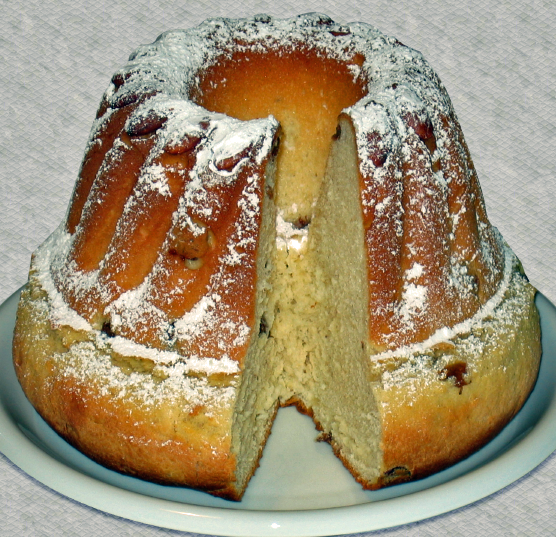
クグロフ

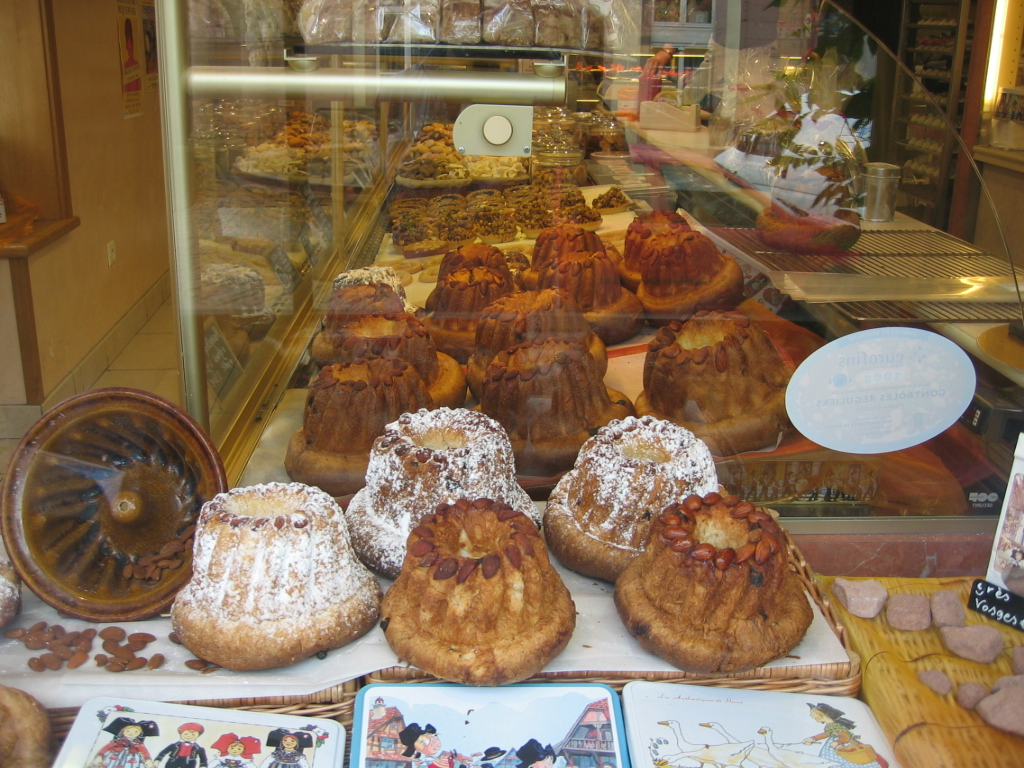
リクヴィールのクグロフ

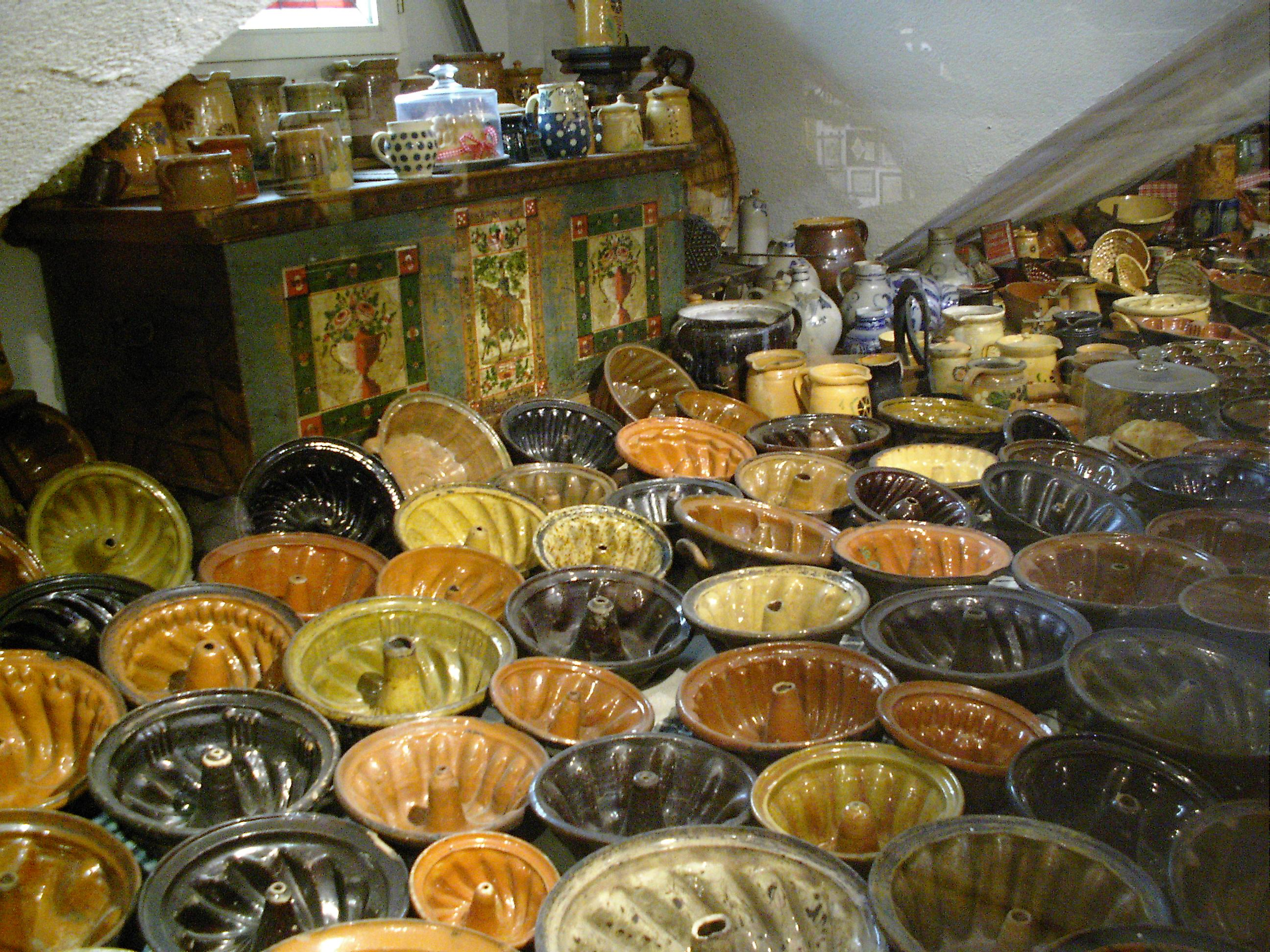
バ＝ラン県ジェルトヴィラーの博物館所蔵の18世紀および19世紀の陶製のクグロフ型。

クグロフ（仏: kouglof）は、フランスのアルザス地方からオーストリア、スイス、ドイツに見られる菓子の一種。

## 概要
「クグロフ型」と呼ばれる型を用いて焼き上げるのが特徴である。円錐形を捻った外観で中央に穴があいている。中心部への火の通りをよくするために穴をあけ、外観に特徴をもたせるために捻った形状になったのではないかと推測されている。
地域や店舗によって様々なクグロフがある。フランスのアルザス地方では発酵生地を用いるが、ドイツやオーストリアではバター生地を用いてクグロフを作ることが多い。名称もドイツ語圏ではグーゲルフップフ（ドイツ語: Gugelhupf）、クーゲルホッフ（ドイツ語: Kugelhof）、クーゲルホップフ（ドイツ語: Kugelhopf）など、各地で呼び名や綴りが異なっている。フランス語圏では前述のようにクグロフ（フランス語: Kouglof）であるが、フランス語に「K」で始まる言葉がなく、外来語であることが判る。
今日の（フランスの）クグロフはイースト菌によって発酵した生地を用いて作るが、18世紀以前はビール酵母を用いて作られていた。

## 発祥と語源
オーストリア発祥と言われる。語源については、ドイツ語の球面（ドイツ語: Kugel）とホップ（ドイツ語: Hopfen）を合わせた造語とも、男性の肩覆い散付きの帽子であるグーゲル（ドイツ語: Gugel）とも言われている。

### フランス発祥説
フランスではアルザス発祥説が主張されており、以下のような逸話がある。
東方の三博士がキリスト誕生を知ってベツレヘムに向かう途中、アルザス地方の小さい村リボヴィレの陶器職人の家に一夜の宿を請うた。翌朝、三博士は礼として職人が作っていた陶器の型で菓子を焼いた。これがクグロフの発祥である。
この説にはいくつかのバリエーションがあり、ベツレヘムからの帰りの出来事としたり、穴の空いた陶器型を三博士が陶器職人に贈った、村人が焼いた菓子を三博士がもらったというものもある。

### オーストリア発祥説
現在のオーストリア、ニーダーエスターライヒ州のカルヌントゥム遺跡からはグーゲルフプフ（クグロフ）型と似た陶器型が出土している。この出土品にはスポンジケーキの生地や練り粉の付着物もあり、キリスト誕生以前からこの地でクグロフが食されていたとオールトリアの考古学者は考えている。

## エピソード
ルイ16世の王妃でウィーンで生まれ育ったマリー・アントワネットが好んだ菓子としても知られる。
ポーランド王スタニスワフ・レシチニスキが固くなったクグロフにラム酒をかけたところ美味であったことから、お抱え菓子職人に改良させた菓子をアリ・ババと呼び、サヴァランに似た風味で今も親しまれている。
駐仏オーストリア大使カール・フィリップ・ツー・シュヴァルツェンベルク の料理長であったウジェーヌから製法をおそわったアントナン・カレームがクグロフを普及させたという説がある。